# مطار داتشو هيشي
مطار داتشو هيشي (بالصينية: 达州河市机场)(إياتا: DAX، إيكاو: ZUDX) كان مطار عام يخدم داتشو بسيشوان في الصين. كان يُطلق عليه سابقًا مطار داشيان. أغلق المطار في 18 مايو 2022 واستبداله بمطار داتشو جينيا. افتتح المطار في عام 1940 ووسع لاحقا في عام 1949 لاستخدامه في الطيران المدني. في عام 2019، تعامل المطار مع 571,290 مسافرًا و1369 طنًا من البريد والبضائع.

## وصلات خارجية
- http://www.flightstats.com/go/Airport/airportDetails.do?airportCode=DAX